# Monument aux morts d'Auxerre
Le monument aux morts d'Auxerre est un édifice situé dans la ville d'Auxerre, dans l'Yonne en région Bourgogne-Franche-Comté.

## Histoire
Le 13 mars 1919, le conseil municipal d'Auxerre émet le souhait de rendre hommage aux morts de la Première Guerre mondiale. Un concours est lancé et le projet de Max Blondat est classé premier le 22 juin 1923. Il représente Minerve partageant les lauriers entre les morts et les survivants.
Le monument est inauguré le 5 avril 1925.
Le monument aux morts de la commune est inscrit au titre des monuments historiques par arrêté du 7 avril 2016, puis classé par arrêté du 30 septembre 2020.

## Description
Réalisé dans un pur style Art Déco, le monument aux formes géométriques est intégré à tout un aménagement urbain fait de luminaires, escaliers, murets, bancs.
Au sommet, une figure féminine distribue des couronnes de lauriers à des poilus.
À l'arrière, un poilu semble monter la garde derrière une grille.